# گورنیا رژنیتسا
گورنیا رژنیتسا (به لاتین: Gornja Rženica) یک منطقهٔ مسکونی در مونته‌نگرو است که در پلاو واقع شده‌است. گورنیا رژنیتسا ۲۴۸ نفر جمعیت دارد.